# Hienas (serie de televisión)
Hienas (en hangul, 하이에나; RR:  Haiena) es una serie de televisión surcoreana dirigida por Jang Tae-yoo y Lee Chang-woo, y protagonizada por Kim Hye-soo y Ju Ji-hoon. Se emitió por el canal SBS desde el 21 de febrero hasta el 11 de abril de 2020, los viernes y los sábados a las 22:00 horas (hora local coreana). También se distribuyó a través de la plataforma Netflix.

## Sinopsis
Song & Kim es un bufete de abogados que solo trabaja para una exigua minoría, la de los más ricos del país. Jung Geum-ja es una abogada que cruza sin reparos los límites de la ley y la anarquía, la justicia y la injusticia, la ética y la corrupción. Armada con un poderoso instinto de supervivencia, es una verdadera hiena que persigue el dinero y el éxito cueste lo que cueste. Yoon Hee-jae es su opuesto: un abogado de élite que confía en sus habilidades. Posee una mente brillante que se envuelve alrededor de su ego, pero carece del valor de Geum-ja y se deja engañar por ella en muchas ocasiones.

## Reparto

### Principal
- Kim Hye-soo como Jung Geum-ja.[3][4]
  - Kim Ji-an como Geum-ja de niña.
- Ju Ji-hoon como Yoon Hee-jae.[3][4]

### Secundario

#### Bufete Song & Kim
- Lee Geung-young como Song Pil-jung, el CEO de la famosa firma de abogados Song & Kim.[5][6]
- Kim Ho-jung como Kim Min-joo, la segunda hija del abogado Kim Byeong-hun.[7]
- Song Yeong-kyu como Ma Seok-gu, abogado socio del bufete.
- Jeon Seok-ho como Ga Gi-hyuk, abogado del bufete y antiguo compañero de clase de Yoo Hee-jae.[8]
- Hyun Bong-sik como Kim Chang-wook, abogado socio del bufete.
- Park Se-jin como Boo Hyun-ah, abogado socio sénior del bufete.
- Jung Dong-geun como Choo Don-shik, abogado socio del bufete.

#### Otros
- Park Soo-young como Jo Woo-suk, secretario del CEO de Isium Holdings Ho Chan-ho.[9]
- Oh Yoon-hong como Baek Hee-joon, el fundador del grupo religioso Trinity.
- Han Joon-woo como Kim Young-joon, un testigo que es uno de los fundadores de D&T.[10][11]
- Kim Young-jae como Yoon Hyuk-jae, juez. Es el hermano mayor de Yoon Hee-jae.[12]
- Lee Hwang -eui como Yoon Chung-yeon, el padre de Hee-jae y Hyuk-jae. Un respetado juez presidente  con una larga carrera.
- Moon Ye-won como Baek Woon-mi, hija del fundador de Trinity, principal accionista de Gnosis Pharmaceuticals.[13]
- Lee Seung-jin como Baek Seung-hyeon, hijo del fundador de Trinity y director financiero de Gnosis Pharmaceuticals.
- Oh Kyung-hwa como Lee Ji-eun, la secretaría de Geum-ja.[14]
- Hwang Bo-ra como Shim Yoo-mi, una antigua compañera de clases de Yoon Hee-jae.[8][15]
- Lee Ki -chan como Kwon Yong-woon, fiscal de la Fiscalía del Distrito Central. Antiguo compañero de clase de Yoon Hee-jae.
- Kim Ji-in como Tara, estrella de un programa televisivo.[16]
- Jo Dong-in como Goi-man, cliente del bufete y violinista de renombre mundial.
- Jung Ah-mi como la madre de Goi-man.
- Lee Joo-yeon como Seo Jung-hwa.[6]
- Park Shin-woo como Son Jin-soo.[10]

## Audiencia
La serie tuvo un estreno exitoso, ya por encima del 10 % con la segunda parte de su primer episodio, cifra que a la postre constituiría su promedio a nivel nacional.
| Temporada | Temporada | Episodio número | Episodio número | Episodio número | Episodio número | Episodio número | Episodio número | Episodio número | Episodio número | Episodio número | Episodio número | Episodio número | Episodio número | Episodio número | Episodio número | Episodio número | Episodio número | Promedio |
| Temporada | Temporada | 1               | 2               | 3               | 4               | 5               | 6               | 7               | 8               | 9               | 10              | 11              | 12              | 13              | 14              | 15              | 16              | Promedio |
| --------- | --------- | --------------- | --------------- | --------------- | --------------- | --------------- | --------------- | --------------- | --------------- | --------------- | --------------- | --------------- | --------------- | --------------- | --------------- | --------------- | --------------- | -------- |
|           | 1         | 1.931           | 1.758           | 2.054           | 2.071           | 2.071           | 2.098           | 2.020           | 2.632           | 2.212           | 2.265           | 2.065           | 2.229           | 1.815           | 2.197           | 2.150           | 2.789           | 2.147    |

| Episodio                                                                                 | Parte    | Fecha original de emisión | Índice de audiencia | Índice de audiencia |
| Episodio                                                                                 | Parte    | Fecha original de emisión | Nielsen Korea       | Nielsen Korea       |
| Episodio                                                                                 | Parte    | Fecha original de emisión | Nacional            | Seúl                |
| ---------------------------------------------------------------------------------------- | -------- | ------------------------- | ------------------- | ------------------- |
| 1                                                                                        | 1        | 21 de febrero de 2020     | 7,7 % (13.ª)        | 7,9 % (10.ª)        |
| 1                                                                                        | 2        | 21 de febrero de 2020     | 10,3 % (6.ª)        | 10,9 % (5.ª)        |
| 2                                                                                        | 1        | 22 de febrero de 2020     | 7,5 % (17.ª)        | 8,1 % (13.ª)        |
| 2                                                                                        | 2        | 22 de febrero de 2020     | 9,0 % (8.ª)         | 9,4 % (7.ª)         |
| 3                                                                                        | 1        | 28 de febrero de 2020     | 9,3 % (10.ª)        | 10,3 % (7.ª)        |
| 3                                                                                        | 2        | 28 de febrero de 2020     | 11,2 % (6.ª)        | 12,1 % (5.ª)        |
| 4                                                                                        | 1        | 29 de febrero de 2020     | 6,8 % (17.ª)        | 7,7 % (14.ª)        |
| 4                                                                                        | 2        | 29 de febrero de 2020     | 9,9 % (8.ª)         | 11,1 % (5.ª)        |
| 5                                                                                        | 1        | 6 de marzo de 2020        | 8,8 % (8.ª)         | 9,7 % (7.ª)         |
| 5                                                                                        | 2        | 6 de marzo de 2020        | 10,7 % (4.ª)        | 11,8 % (4.ª)        |
| 6                                                                                        | 1        | 7 de marzo de 2020        | 7,7 % (13.ª)        | 8,9 % (11.ª)        |
| 6                                                                                        | 2        | 7 de marzo de 2020        | 10,4 % (8.ª)        | 11,7 % (5.ª)        |
| 7                                                                                        | 1        | 13 de marzo de 2020       | 8,8 % (10.ª)        | 9,9 % (6.ª)         |
| 7                                                                                        | 2        | 13 de marzo de 2020       | 10,8 % (4.ª)        | 11,7 % (4.ª)        |
| 8                                                                                        | 1        | 14 de marzo de 2020       | 9,0 % (6.ª)         | 10,3 % (5.ª)        |
| 8                                                                                        | 2        | 14 de marzo de 2020       | 12,5 % (3.ª)        | 13,9 % (3.ª)        |
| 9                                                                                        | 1        | 20 de marzo de 2020       | 10,1 % (7.ª)        | 11,5 % (6.ª)        |
| 9                                                                                        | 2        | 20 de marzo de 2020       | 11,5 % (4.ª)        | 13,0 % (4.ª)        |
| 10                                                                                       | 1        | 21 de marzo de 2020       | 9,1 % (7.ª)         | 10,2 % (7.ª)        |
| 10                                                                                       | 2        | 21 de marzo de 2020       | 11,7 % (5.ª)        | 12,8 % (3.ª)        |
| 11                                                                                       | 1        | 27 de marzo de 2020       | 9,4 % (8.ª)         | 10,3 % (7.ª)        |
| 11                                                                                       | 2        | 27 de marzo de 2020       | 10,8 % (5.ª)        | 11,6 % (5.ª)        |
| 12                                                                                       | 1        | 28 de marzo de 2020       | 8,4 % (7.ª)         | 9,3 % (6.ª)         |
| 12                                                                                       | 2        | 28 de marzo de 2020       | 10,8 % (4.ª)        | 11,6 % (4.ª)        |
| 13                                                                                       | 1        | 3 de abril de 2020        | 9,7 % (8.ª)         | 10,9 % (5.ª)        |
| 13                                                                                       | 2        | 3 de abril de 2020        | 10,6 % (5.ª)        | 11,5 % (4.ª)        |
| 14                                                                                       | 1        | 4 de abril de 2020        | 9,5 % (7.ª)         | 10,6 % (6.ª)        |
| 14                                                                                       | 2        | 4 de abril de 2020        | 11,3 % (4.ª)        | 12,2 % (3.ª)        |
| 15                                                                                       | 1        | 10 de abril de 2020       | 11,1 % (5.ª)        | 12,2 % (4.ª)        |
| 15                                                                                       | 2        | 10 de abril de 2020       | 12,1 % (4.ª)        | 13,2 % (3.ª)        |
| 16                                                                                       | 1        | 11 de abril de 2020       | 10,7 % (6.ª)        | 12,4 % (4.ª)        |
| 16                                                                                       | 2        | 11 de abril de 2020       | 14,6 % (3.ª)        | 16,5 % (3.ª)        |
| Promedio                                                                                 | Promedio | Promedio                  | 10,1 %              | 11,1 %              |
| - En la tabla superior, aparecen en azul los índices más bajos, y en rojo los más altos. |          |                           |                     |                     |

## Premios y nominaciones
| Año  | Premio                    | Categoría                                        | Candidato                | Resultado | Ref.   |
| ---- | ------------------------- | ------------------------------------------------ | ------------------------ | --------- | ------ |
| 2020 | 56th Baeksang Arts Awards | Mejor serie                                      | Hienas                   | Nominada  | [ 20 ] |
| 2020 | 56th Baeksang Arts Awards | Mejor actor                                      | Ju Ji-hoon               | Nominado  | [ 20 ] |
| 2020 | 56th Baeksang Arts Awards | Mejor actriz                                     | Kim Hye-soo              | Nominada  | [ 20 ] |
| 2020 | 56th Baeksang Arts Awards | Mejor actor de reparto                           | Jeon Seok-ho             | Nominado  | [ 20 ] |
| 2020 | 56th Baeksang Arts Awards | Mejor guion                                      | Kim Roo-ri               | Nominada  | [ 20 ] |
| 2020 | 2nd Asia Contents Awards  | Mejor serie asiática                             | Hienas                   | Nominada  |        |
| 2020 | 2nd Asia Contents Awards  | Mejor actriz                                     | Kim Hye-soo              | Nominada  |        |
| 2020 | 2nd Asia Contents Awards  | Premio a la excelencia                           | Kim Hye-soo              | Ganadora  |        |
| 2020 | SBS Drama Awards          | Gran Premio (Daesang)                            | Kim Hye-soo              | Nominada  | [ 21 ] |
| 2020 | SBS Drama Awards          | Gran Premio (Daesang)                            | Ju Ji-hoon               | Nominado  | [ 21 ] |
| 2020 | SBS Drama Awards          | Premio a la gran excelencia, actor en miniserie  | Ju Ji-hoon               | Ganador   | [ 21 ] |
| 2020 | SBS Drama Awards          | Premio a la gran excelencia, actriz en miniserie | Kim Hye-soo              | Nominada  | [ 21 ] |
| 2020 | SBS Drama Awards          | Mejor actriz de reparto                          | Oh Kyung-hwa             | Nominada  | [ 21 ] |
| 2020 | SBS Drama Awards          | Mejor equipo de apoyo                            | Hienas                   | Nominada  | [ 21 ] |
| 2020 | SBS Drama Awards          | Mejor pareja                                     | Kim Hye-soo y Ju Ji-hoon | Nominados | [ 21 ] |